# 羟基苯醌
羟基苯醌通常指单羟基苯醌是苯醌的一个氢原子被羟基取代的产物。若有多个氢原子发生羟基取代，则可以加上对应的前綴（如di-二、tri-三、 tetra-四）。最简单的羟基苯醌有2-羟基-1,4-苯醌（羟基对苯二醌）等。
- 单羟基苯醌，C6H3O2(OH)，3种：
  - 2-羟基-1,4-苯醌
  - 3-羟基-1,2-苯醌
  - 3-羟基-1,2-苯醌
- 二羟基苯醌，C6H2O2(OH)2，7种：
  - 2,3-二羟基-1,4-苯醌
  - 2,5-二羟基-1,4-苯醌
  - 2,6-二羟基-1,4-苯醌
  - 3,4-二羟基-1,2-苯醌
  - 3,5-二羟基-1,2-苯醌
  - 3,6-二羟基-1,2-苯醌
  - 4,5-二羟基-1,2-苯醌
- 三羟基苯醌，C6HO2(OH)3，3种：
  - 2,3,5-三羟基-1,4-苯醌
  - 3,4,5-三羟基-1,2-苯醌
  - 3,4,6-三羟基-1,2-苯醌
- 四羟基苯醌，C6O2(OH)4，2种：
  - 四羟基-1,2-苯醌
  - 四羟基-1,4-苯醌